# Humularia multifoliolata
Humularia multifoliolata är en ärtväxtart som beskrevs av Bernard Verdcourt. Humularia multifoliolata ingår i släktet Humularia och familjen ärtväxter. Inga underarter finns listade i Catalogue of Life.